# برند نیو (آلبوم چندآهنگه)
برند نیو (انگلیسی: Brand New) نخستین آلبوم چندآهنگه از خواننده و بازیگر اهل کره جنوبی، شیومین است. این آلبوم چندآهنگه در ۲۶ سپتامبر ۲۰۲۲، توسط اس‌ام انترتینمنت و دریمس منتشر شد. پس از انتشار این آلبوم، شیومین به هفتمین عضو گروه اکسو تبدیل شد که فعالیت انفرادی را آغاز می‌کند. این آلبوم چندآهنگه شامل پنج قطعه از جمله تک‌آهنگ آغازین با همین نام است.

## جدول‌های موسیقی
| جدول (۲۰۲۲)               | بالاترین جایگاه |
| ------------------------- | --------------- |
| آلبوم‌های کره جنوبی (سرکل) | ۲               |
| ژاپن (اوریکون)            | ۶               |
| ژاپن (بیلبورد)            | ۷               |

## تاریخچه انتشار
| منطقه     | تاریخ           | فرمت                  | ناشر       |
| --------- | --------------- | --------------------- | ---------- |
| کره جنوبی | ۲۶ سپتامبر ۲۰۲۲ | سی‌دی                  | اس‌ام دریمس |
| مختلف     | ۲۶ سپتامبر ۲۰۲۲ | دانلود دیجیتال استریم | اس‌ام       |